# Polizei (Vietnam)

Flagge der Volkssicherheitskräfte

Die Vietnamesischen Volkssicherheitskräfte (vietnamesisch: Công an Nhân dân Việt Nam) sind die landesweite Polizei Vietnams.

## Organisation
Die Vietnamesischen Volkssicherheitskräfte stehen unter Kontrolle des Innenministeriums (seit 1998: Ministerium für Öffentliche Sicherheit) unter dem Minister General Tô Lâm. Sie unterteilen sich in die
- Volkspolizei mit originären Polizeiaufgaben und die
- Volkssicherheit mit Aufgaben bezüglich Staatssicherheit

Hauptquartiere befinden sich in den fünf größten Städten des Landes:
1. Ho-Chi-Minh-Stadt: 6.642.000 Einwohner
2. Hanoi: 3.442.000 Einwohner
3. Da Nang: 915.000 Einwohner
4. Hai Phong: 842.000 Einwohner
5. Bien Hoa: 821.000 Einwohner

Vietnam verfügt de facto über keine unabhängigen Polizeikräfte und auch keine unabhängige Judikative. Die im vietnamesischen Rechtssystem handelnden Personen sind alle unmittelbar oder mittelbar durch die kommunistische Partei bzw. die Vietnamesische Vaterlandsfront ausgewählt, wobei politische Zuverlässigkeit ein wichtiges Auswahlkriterium darstellt. Aktuelle Zahlen über die Personalstärke der Volkssicherheitskräfte sind nicht verfügbar. Man geht aber von bis zu 1,2 Millionen Mitarbeitern aus.

## Geschichte
Die Vietnamesischen Volkssicherheitskräfte wurden am 19. August 1945 (Augustrevolution) in Nordvietnam von Võ Nguyên Giáp gegründet. Mit der militärischen Niederlage Südvietnams 1975 kam es am 2. Juli 1976 zur Wiedervereinigung Vietnams zur „Sozialistischen Republik Vietnam“. Seitdem sind die Volkssicherheitskräfte für ganz Vietnam zuständig.